# 32 Pułk Artylerii Lekkiej (II RP)

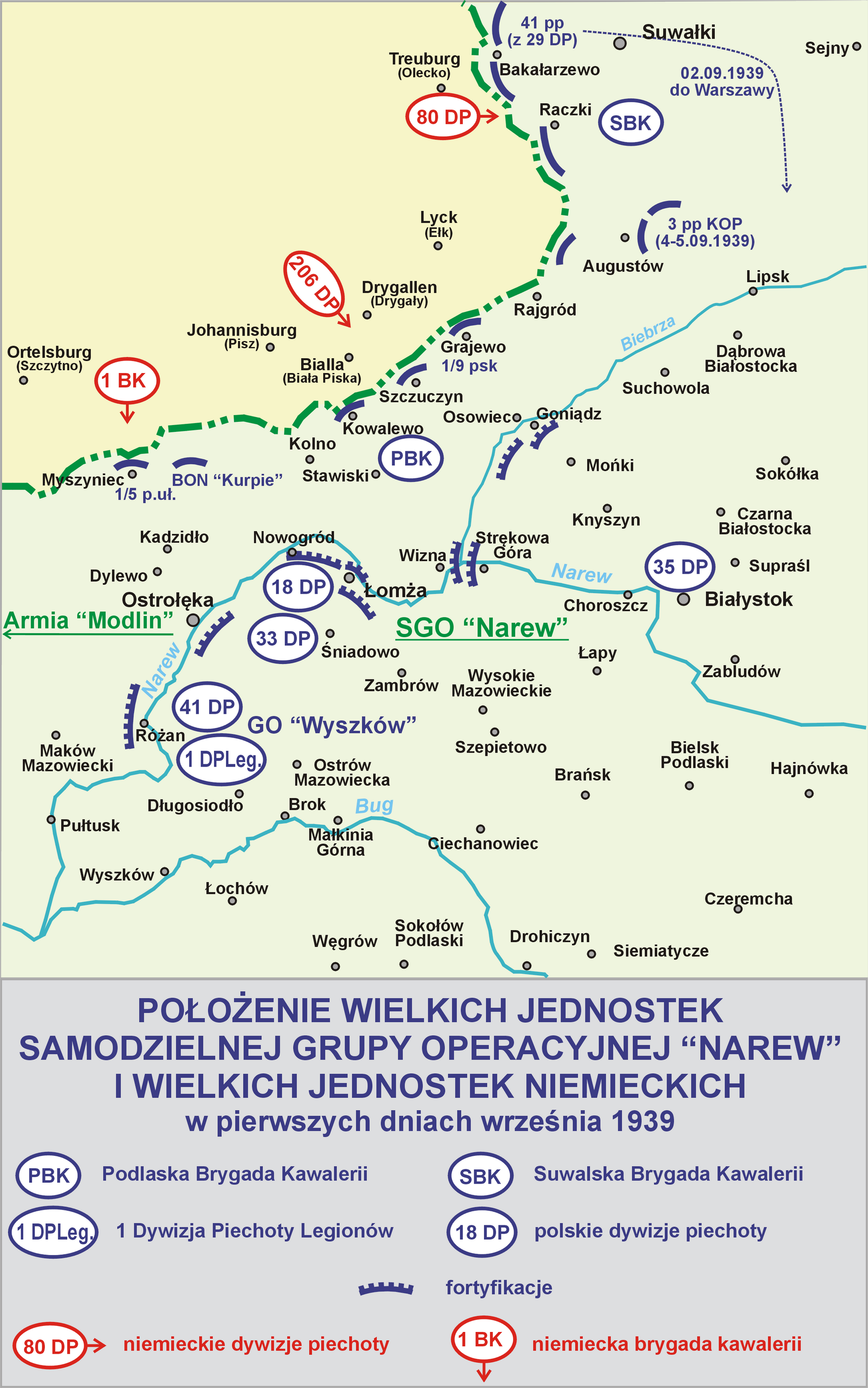

32 Pułk Artylerii Lekkiej (32 pal) – rezerwowy oddział artylerii lekkiej Wojska Polskiego II RP, nieistniejący podczas pokoju.

## 32 pal w kampanii wrześniowej

### Mobilizacja
32 pułk artylerii lekkiej nie występował w organizacji pokojowej wojska. Został sformowany zgodnie z planem mobilizacyjnym „W” w dniach 24–26 sierpnia 1939 roku, w mobilizacji alarmowej przez Centralną Szkołę Podoficerów KOP w Osowcu (Okręg Korpusu Nr III) i 32 dywizjon artylerii lekkiej w Rembertowie (OK Nr I). W trakcie mobilizacji dowództwa pułku, I i III dywizjonów wystąpiły braki w jakości wozów, uprzęży, kuciu koni (poza nielicznymi pracującymi w cegielniach dobrej jakości) oraz przyrządach oświetleniowych dla sprzętu optyczno-pomiarowego i broni krótkiej. Dowództwo pułku i I dywizjon armat mobilizowane były w koszarach w Rembertowie, a III dywizjon haubic w rejonie Zielonej i Kawęczyna. Od 27 do 29 sierpnia załadowano dowództwo i dywizjony I i III do transportów kolejowych i przez Łapy skierowano do Czerwonego Boru. Skąd I dywizjon marszem pieszym nocą 28/29 sierpnia skierowano do okolic Nowogrodu, a III dywizjon marszem pieszym 29/30 sierpnia do rejonu Łomży.

### Działania bojowe

#### Od Narwi do Bugu
W kampanii wrześniowej 1939 roku pułk walczył w składzie rezerwowej 33 Dywizji Piechoty. Od przybycia do rejonu koncentracji 33 DP rez. 32 pal działał w składzie macierzystej dywizji w składzie I i III dywizjonów. Dywizjon II/32 pal wraz ze 135 pułkiem piechoty rez. działał i walczył na prawym skrajnym skrzydle Samodzielnej Grupy Operacyjnej "Narew" w rejonie Osowca, bez kontaktu z macierzystą 33 DP rez. 32 pal wraz z macierzystą dywizją od 30 sierpnia przebywał w odwodzie SGO "Narew". 1 września 1939 roku oba dywizjony 32 pułku zostały podporządkowane dowództwu Artylerii Dywizyjnej 18 Dywizji Piechoty broniącej południowego brzegu Narwi na rubieży Nowogród-Łomża. III dywizjon haubic wszedł w skład grupy artylerii ogólnego działania pod dowództwem ppłk. W. Sztarka dowódcy 18 pal. III/32 pal rozwinął stanowiska ogniowe na zachód od Łomży w lesie w pobliżu wsi Kupiska Stare. I/32 pal przebywał w odwodzie w rejonie Sulki-Chmielewo. Do 4 września dywizjony 32 pal nie miały styczności ogniowej z wrogiem. W dniach 2-4 września stwierdzono dywersyjną działalność niemiecką w sieci łączności przewodowej 32 pal. Z uwagi na przegrupowanie 33 DP rez. do świtu 32 pal zajął rejon lasów w pobliżu wsi Borawe, gdzie przebywał na biwaku cały dzień 5 września. Nocą 5/6 września dywizjony; I zajął stanowiska ogniowe pod Lipianką z zadaniem wsparcia 134 pułku piechoty, a III zajął stanowiska ogniowe w rejonie Kamionki z zadaniem wsparcia 133 pułku piechoty. Oba pułki piechoty broniły południowego brzegu rzeki Narew. 6 września po wstrzelaniu się, niemiecka artyleria ok. godz.15.00 podjęła próbę ostrzału stanowisk I dywizjonu korygując ostrzał z balonu obserwacyjnego. O godz. 16.00 9 bateria haubic ostrzelała szosę Różan-Ostrołęka, gdzie odbywał się intensywny ruch pojazdów niemieckich.                   
Wieczorem 6 września 32 pal podjął marsz przez Goworowo do lasów na północ od Wyszkowa. W nocnym marszu dywizjony przemieszczały się ze 134 pp, I/32 pal przez Ponikiew na Długosiodło i z 133 pp, III/32 pal przez Wólkę Brzezińską, Brzezienko Rościszewskie na Plewki i Starą Pecynę. Na skrzyżowaniu koło Ponikwi Małej doszło do zamieszania na skrzyżowaniu z pododdziałami I/61 pułku artylerii lekkiej i taborami 115 pułku piechoty ze składu 41 Dywizji Piechoty rez. ponadto skrzyżowanie to ostrzelane zostało przez podjazd niemiecki z 1 Brygady Kawalerii. Doszło do wybuchu paniki, głównie wśród taborów, armaty 1 i 2 baterii wystrzeliły po kilka pocisków w kierunku źródeł ostrzału rejonu skrzyżowania. 7 września w południe w lasach w rejonie Trzcianki dywizjony dołączyły do piechoty 33 DP rez. Nocą 7/8 września 32 pal pomaszerował po zatłoczonych drogach na most na rzece Bug w Wyszkowie, do rana pułk się przeprawił i zajął rejon lasów w pobliżu Rozalina nad Liwcem. Po wypoczynku nocą 9 września 9 bateria haubic wraz z batalionem II/133 pp podjęła marsz w kierunku Broku, o świcie dotarła do rejonu Sadownego, gdzie zajęła stanowiska ogniowe i otworzyła ostrzał na most pod Brokiem, a na II/133 pp uderzyły oddziały niemieckiej 1 BK zdobywając Zajezierze i Sadowne. Bronino się na skraju lasu na południe od Sadownego, obronę wzmocnił cały 133 pp i 8 bateria haubic z dowództwem III dywizjonu. Z uwagi na przekroczenie Bugu pod Brańszczykiem przez jednostki niemieckiej 11.DP do działań zaczepnych przeszedł batalion I/134 pp wzmocniony 1 baterią koło miejscowości Łazy. Celny ostrzał 1 baterii ogniem na wprost załamał niemieckie natarcie i umożliwił kontratak wspieranego batalionu II/134 pp. Włączenie się do tej walki całego I/32 pal i 7 baterii haubic, pozwoliło wyeliminować skuteczność niemieckiej artylerii zmuszając ją do zmiany stanowisk ogniowych. Niemieckie oddziały w trakcie walk podpaliły las, co spowodowało przejściowy chaos, w trakcie którego poległ dowódca I/32 pal mjr Bartkiewicz, a rannych zostało kilku zwiadowców z punktu obserwacyjnego i jeden z oficerów, możliwe że od ostrzału własnej piechoty. W rezultacie piechota niemiecka została wyparta za rzekę Liwiec. Nocą 9/10 września III/32 pal bez 7 baterii walczył wraz ze 133 pp w lesie pod Sadownem, w trakcie walk i od nieszczęśliwego wypadku poległo 3 kanonierów, a kilku zostało rannych, wśród nich śmiertelnie jeden z oficerów baterii.                   

#### Przebicie się na Lubelszczyznę
Po godz. 3.00 133 pp rozpoczął odwrót jako osłonę pozostawiono batalion III/133 pp wraz z 8 baterią haubic pod Gajówką Stoczek. I/32 pal bateriami wycofał się z pododdziałami 134 pp do lasu na wschód od Majdanu. Po wykonaniu zadania osłony odwrotu po godz.14.00, 8 bateria haubic podjęła marsz w kierunku Stoczka Węgrowskiego, gdzie z wieży kościoła została ostrzelana przez niemieckich dywersantów. Jeden z działonów zlikwidował źródło ognia, wkrótce maszerująca bateria została zaatakowana przez lotnictwo niemieckie, potem przez czołgi niemieckie z Dywizji Pancernej "Kempf". W wyniku czego bateria utraciła cały swój sprzęt, a żołnierze zostali rozproszeni. 10 września również III dywizjon utracił kolumnę amunicyjną, która maszerując przez Jadów, po dotarciu do Łochowa została odcięta od dywizjonu i pod dowództwem ppor. Czengery dotarła do Włodzimierza Wołyńskiego, gdzie 17 września została rozwiązana. Nocą 10/11 września pozostałe baterie 32 pal dotarły przez Węgrów do rejonu Sokołowa Podlaskiego, gdzie o świcie 11 września zebrały się w lesie Repki-Remiszew. Tego dnia w godzinach przed wieczornych maszerująca kolumna pułku przez Petrykozy, Nakory, Krześlin do miejscowości Stok Lacki została pod Krześlinem zbombardowana, poległo wielu żołnierzy pułku, wśród nich dowódca ppłk dypl. Tadeusz Tabiszewski i por. Tadeusz Chołodziński, utracono 40 koni i radiostację. Z uwagi na próby okrążenia 33 DP rez. jej oddziały z 32 pal pomaszerowały przez Mordy, Krzesk, Tłuściec za rzekę Krznę do lasów Międzyrzecz-Biała Podlaska docierając przed południem 12 września. Podczas postoju dokonano zmian personalnych dowódcą pułku został mjr Passendorfer, dowódcą III/32 pal kpt. Jatelnicki, a dowódcą 9 baterii haubic ppor. Maćkowiak. Następna noc, to marsz przez Witoraż do lasów na południe od Białej Podlaskiej. 14 września po kolejnym marszu nocnym pułk dotarł do wsi Piszczac. Dowództwo 32 pal z III/32 pal na rozkaz dowódcy AD 33 DP rez. pomaszerował w kierunku Brześcia n/Bugiem przez Stradecz, Kodeń, do miejscowości Przyłuki gdzie dotarł 15 września. Wobec odcięcia Brześcia przez niemieckie oddziały XIX Korpusu Armijnego wycofano się w kierunku na Kodeń. W nocy 15/16 września 32 pal połączył się w miejscowości Hanna po anulowaniu rozkazu płk. Dziubińskiego przez dowódcę dywizji. 16 września rano osiągnięto lasy na zachód od Sławatycz, a 17 września do lasów majątku Włodawa.                   

#### Udział w bitwie pod Tomaszowem Lubelskim
O godz.15.00 zgodnie z rozkazem dowódcy armii gen. bryg. E. Przedrzymirskiego 33 DP rez. podjęła natarcie mające na celu wyrzucenie niemieckich jednostek z Włodawy. I/32 pal wspierał 134 pp, a III/32 pal 133 pp, które prowadziły natarcie wzdłuż szos z Trawnik i Wyrek do Włodawy. Wsparcie artyleryjskie 32 pal było mało skuteczne z uwagi na krótszy zasięg armat i haubic i ulegającą ciągłym uszkodzeniom łączność telefoniczną. Pierwsze natarcie zaległo. Drugie natarcie ok. godz.16.00 przy silnym deszczu po skoncentrowaniu ogni artyleryjskiego wszystkich 5 baterii na wzg. 179, piechota zdobyła je, następnie piechota wsparta strzelającymi na wprost działami 32 pal opanowała po dwóch godzinach walki przedmieścia Włodawy. Kontratak niemieckiej 3.Dywizji Pancernej, uderzył na 133 pp powodując jego wycofanie się. Odwrót osłaniał III dywizjon haubic, ranny został kpt. Konopka. I dywizjon armat ostrzeliwał zgrupowanie czołgów niemieckich na przedmieściu Włodawy. Nocą 17/18 września podjęto marsz osiągając rano wieś Osową, a po ostrzelaniu przez artylerię niemiecką wyruszono do Sawina. W związku z włączeniem 33 DP rez. do składu 41 DP rez. w Sawinie 32 pal wszedł w skład tej dywizji. Nocą 18/19 września pułk zajął stanowiska ogniowe w obronie przeciwpancernej w okolicach Sawina. Po godz.8.00 piechota niemiecka z czołgami wykonała natarcie na Sawin, gdzie ogień 32 pal kierowany przez mjr. Passendorfera koncentrycznym ostrzałem zniszczył lub uszkodził kilkanaście czołgów, samochodów pancernych i samochodów. uzupełniono amunicję z magazynu w Chełmie. Nocą 19/20 września pułk przemaszerował do Majdan Ostrowskich koło Wojsławic. 21 września 32 pal osiągnął rejon Werbkowic, a 22 września rejon Tyszowców. Nocny marsz w kierunku Rahań pułk prowadził bateriami wraz z batalionami piechoty. 23 września 7 bateria haubic wspierała jeden z batalionów 114 pułku piechoty w obronie wzg. 284, niemiecki atak od strony Falkowa załamał skuteczny ostrzał 7 baterii. Ponowione niemieckie natarcie wsparte kilkoma czołgami zostało zatrzymane skutecznym ostrzałem I dywizjonu armat, który unieruchomił wszystkie niemieckie czołgi, a haubice III dywizjonu zmusiły do odwrotu piechotę niemiecką. Wystrzelano w tym boju niemal całą amunicję 100 mm do haubic oraz większość do armat 75 mm. W bateriach haubic pozostawiono po 2 haubice, a bateriach armat po 3 armaty, pozostałe uszkodzono. 24 września 32 pal pomaszerował wraz z piechotą w kierunku Adamów, Jacnia, napotkano uciekających koniowodnych z Mazowieckiej BK i porzucone jaszcze z amunicją 75 mm 5 dywizjonu artylerii konnej. Haubice połączono w baterię ppor. Maćkowiaka. 25 września podjęto marsz za rzekę Wieprz, 2 bateria maszerowała ze 114 pp, reszta I dywizjonu maszerowała ze 133 pp, bateria haubic III dywizjonu maszerowała w kolumnie głównej 41 DP. Wszystkie pododdziały 32 pal maszerowały w kierunku Majdanu Kasztelańskiego. Maszerujące kolumny 26 września starły się z niemiecką 8.DP w pobliżu Aleksandrowa i Górecku Kościelnym. 114 pp z I/32 pal rozbił niemiecką kolumnę artylerii 7. DP w zasadzce ogniowej. W walce z kontratakująca piechotą 1 bateria utraciła 1 działon. 26 września I dywizjon armat zamknął ogniem wyloty duktów leśnych, ale 41 DP rez. została otoczona przez niemieckie 8 i 27.DP. oraz resztę niemieckiego VII KA, od wschodu przez wojska sowieckie. 32 pal przemieścił się do lasów w rejonie Zwierzyńca. 27 września Armia gen. Przedrzymirskiego skapitulowała przed wojskami niemieckimi. Od świtu zniszczono broń i wyposażenie składając jedynie kolby karabinów we wsi Kukiełki. Część żołnierzy próbowała wydostać się z okrążenia, niewielu się udało, część z nich dostała się do niewoli niemieckiej lub sowieckiej.                  

## Organizacja i obsada personalna pułku we wrześniu 1939
Organizacja i obsada personalna pułku we wrześniu 1939 roku. W nawiasach podano nazwę jednostki mobilizującej i oznaczenie grupy jednostek w mobilizacji alarmowej.
Dowództwo (32 dal, w grupie żółtej)
- dowódca pułku – ppłk dypl. art. Tadeusz Tabiszewski[9] († 11 IX 1939 Krześlin), mjr Władysław Passendorfer[10]
- adiutant pułku – kpt. Franciszek Bornstaedt (od 10 IX 1939 dowódca I dyonu)
- oficer zwiadowczy – por. art. Józef Kotowicz
- oficer obserwacyjny – por. rez. Tadeusz Chołodziński († 11 IX 1939 Krześlin)
- oficer łączności – ppor. art. Henryk Kencik (17-24 IX dowódca 7 baterii, 24-27 IX dowódca 1 baterii)
- dowódca plutonu topograficzno-ogniowego – ppor. art. Leon Czengery
- lekarz – por. lek. rez. dr Stanisław Stańczak[a] †1940 Charków[11]
- lekarz weterynarii – por. lek. wet. dr Tadeusz Daniel Jachimowicz[b]

I dywizjon (32 dal, w grupie żółtej)
- dowódca – mjr Walerian Bartkiewicz[c] († 9 IX 1939 Łazy Stare), kpt. Franciszek Bornstaedt
- adiutant dywizjonu – ppor. rez. Buczalski
- oficer zwiadowczy – por. rez. Leon Lutyk
- oficer obserwacyjny – ppor. rez. Andrzej Wiktor Goettel
- oficer łączności – ppor. rez. Bolesław Obszyński
- dowódca 1 baterii – kpt. Jakub Gabryel[d], ppor. Henryk Kencik (od 24 IX 1939)
  - oficer zwiadowczy – ppor. Maciej Krukowicz-Przerzymirski
  - oficer ogniowy - ppor. rez. Jan Jaraczewski
- dowódca 2 baterii – por. Józef Piotr Burdyn
  - oficer zwiadowczy - ppor. Henryk Sudnikowski
  - oficer ogniowy - ppor. rez. Czesław Paweł Wielhorski
- dowódca 3 baterii – por. Tomasz Bonar
  - oficer zwiadowczy - ppor. rez. Stefan Piotr Danielecki
  - oficer ogniowy - ppor. rez. Feliks Dąbrowski
- dowódca kolumny amunicyjnej - por. rez. Stanisław Niczewski

II dywizjon (dywizjon artylerii KOP „Osowiec”, w grupie żółtej z wyjątkiem 4 baterii z plutonem kolumny amunicyjnej mobilizowanych w okresie Z+20)
- dowódca – mjr Jan Walasek
- oficer zwiadowczy – por. Michał Franciszek Brożek
- dowódca 4 baterii – kpt. Antoni Łotuszka (†1940 Katyń[16])
- dowódca 5 baterii – por. Romuald Dietrych
- dowódca 6 baterii – por. Antoni Jarosiński (†1940 Katyń[17])

III dywizjon (32 dal, w grupie żółtej)
- dowódca – mjr art. Władysław Passendorfer (od 12 IX 1939 dowódca pułku), kpt. Świętosław Jatelnicki[10]
- adiutant dywizjonu – ppor. rez. Krasucki
- oficer zwiadowczy – ppor. rez. Wołowski
- oficer łączności – ppor. rez. Sztabczyński
- dowódca 7 baterii – kpt. Stefan Konopka (do 17 IX 1939) (†1940 Charków[18]), ppor. rez. Jan Kos (do 19 IX 1939)[19], ppor. Henryk Kencik[20]
  - oficer zwiadowczy – ppor. rez. Jan Kos
  - oficer ogniowy – ppor. rez. Witold Maciej Tyrakowski
- dowódca 8 baterii – por. Zbigniew Rawicz-Twaróg († 2 IV 1940 Palmiry)
  - oficer zwiadowczy –
  - oficer ogniowy –
- dowódca 9 baterii – kpt. Świętosław Jatelnicki (od 12 IX 1939 dowódca III dywizjonu), ppor. Alfons Wiktor Maćkowiak[10]
  - oficer zwiadowczy – ppor. Alfons Wiktor Maćkowiak
  - oficer ogniowy – ppor. rez. Tadeusz Łapiński
- dowódca kolumny amunicyjnej – ppor. rez. Piotr Piasecki

Dywizjony I i II uzbrojone były w 75 mm armaty wzór 1897 z jaszczami wzór 1910 natomiast III dywizjon w 100 mm haubice wzór 1914/1919P z jaszczami wzór 1914/1919K.

### Żołnierze 32 pułku artylerii lekkiej - ofiary zbrodni katyńskiej
Biogramy zamordowanych oficerów znajdują się na stronie internetowej Muzeum Katyńskiego
| Nazwisko i imię                     | stopień    | zawód                | miejsce pracy przed mobilizacją     | zamordowany |
| ----------------------------------- | ---------- | -------------------- | ----------------------------------- | ----------- |
| Dąbrowski Roman                     | ppor. rez. |                      | współwłaściciel Spółki w Rawie Maz. | Katyń       |
| Rato-Pobóg-Radałowicz Roman Tadeusz | ppor. rez. | urzędnik             | Centralna Szkoła Podoficerów KOP    | Katyń       |
| Wajnberg Mojżesz                    | ppor. rez. | buchalter            | Centralna Szkoła Podoficerów KOP    | Katyń       |
| Pfeiffer Stefan Henryk              | por. rez.  | inżynier budownictwa |                                     | Charków     |